# Parapatrische Artbildung
Parapatrische Artbildung, oder auch parapatrische Speziation, ist ein wissenschaftliches Modell, das eine Artbildung (auch Speziation genannt, von lateinisch species: Art) zweier neuer Arten aus einer Ursprungsart in biogeographisch benachbarten Teilregionen des räumlich zusammenhängenden Verbreitungsgebiets der Ursprungsart postuliert. Es bildet quasi den mittleren Bereich zwischen der allopatrischen Artbildung, bei der die neuen Arten in räumlich vollständig getrennten (genannt disjunkten) Regionen, und der sympatrischen Artbildung, bei der sie im selben Gebiet entstehen.
Der Ausdruck parapatrische Artbildung wurde 1955 durch den Biologen Hobart Muir Smith in Ergänzung zu den schon früher definierten Ausdrücken allopatrische und sympatrische Artbildung eingeführt.
Ob parapatrische Artbildung überhaupt vorkommt, war in der Evolutionsbiologie lange Zeit umstritten. Der bedeutende Evolutionsbiologe Ernst Mayr hielt sie für ganz, oder nahezu, unmöglich und in der Natur nicht vorkommend, nur die allopatrische Artbildung sei von Bedeutung. Die allopatrische Artbildung gilt auch heute noch als die Standardhypothese der Artbildung, die meisten Evolutionsbiologen halten aber nun auch sympatrische und parapatrische Artbildung für real. In gewisser Weise gilt parapatrische Artbildung nun oft sogar als Normalfall, da die Voraussetzungen für vollkommene und strenge Allopatrie oder Sympatrie in der Natur möglicherweise nur selten gegeben sind, so dass die als ursprünglich streng getrennte Gegensätze gedachten Modelle nicht mehr als in gleichem Maße nützlich angesehen werden.

## Das Modell
Die parapatrische Artbildung geht aus von einer Ursprungsart, die ein räumlich ausgedehntes Verbreitungsgebiet (Areal) bewohnt. Innerhalb einer idealen Population bilden sich unter diesen Bedingungen auch in sehr großen Gebieten keinerlei dauerhafte genetische Unterschiede aus, da mögliche Unterschiede durch die räumliche Mischung aufgrund wandernder (migrierender) Individuen und deren anschließende Paarung mit Individuen aus dem Einwanderungsareal wieder eingeebnet würden (Panmixie). Dieser den Unterschieden entgegen wirkende Faktor wird als Genfluss bezeichnet.
Tatsächlich beobachtet man innerhalb von räumlich ausgedehnten Populationen mitunter trotzdem erbliche, zeitlich dauerhafte Unterschiede, die offensichtlich manchmal trotz des homogenisierenden Einflusses des Genflusses bestehen bleiben können. So kann ein bestimmtes Merkmal in unterschiedlichen Regionen ganz graduell unterschiedlich ausgeprägt sein, in dem zum Beispiel Individuen im nördlichen Teil des Gebiets etwas größer sind als im südlichen, ohne dass irgendwo eine scharfe Grenze ausgeprägt wäre: dies wird eine Kline genannt. Dies ist möglich, wenn entweder die Individuen wenig mobil sind und sich bevorzugt nur mit nahen Nachbarn paaren, oder wenn eine starke Selektion in verschiedenen Gebieten jeweils verschiedene Merkmale begünstigt, wodurch migrierende Individuen (und deren Nachkommen) im jeweils „falschen“ Gebiet geringere Fitness besitzen. Kommen weitere begünstigende Umstände hinzu, etwa dass sich Individuen in Regionen, für die sie jeweils besonders gut ökologisch adaptiert sind, auch gegenseitig als Paarungspartner bevorzugen (dies wird Assortative Paarung genannt), können sich Populationen in benachbarten Regionen in ihren Merkmalen möglicherweise auseinanderentwickeln, ohne dass zwischen ihnen eine räumliche Trennung, die eine Paarung aufgrund mangelnden Kontakts verhindert, ausgeprägt sein müsste. Es kommt also zu Merkmalsunterschieden (Divergenz) ohne räumliche Trennung (Separation). Im Laufe der Zeit können sich zwischen den so genetisch, aber nicht räumlich getrennten Populationen Isolationsmechanismen herausbilden, die dann eine Paarung nicht nur unwahrscheinlicher, sondern letztlich ganz unmöglich machen, womit die beiden früheren Teilpopulationen genetisch isoliert wären. Damit wären aus einer Ursprungsart zwei neue Arten entstanden.

## Evidenz
Parapatrische Artbildung setzt also voraus, dass die Aufspaltung einer Art auch dann möglich ist, wenn zwischen den entstehenden Arten Genfluss besteht, und dass die Unterschiede der neu entstandenen Arten später auch gegenüber gelegentlichen Paarungen aufgrund noch unvollkommener Isolationsmechanismen, die zur Introgression aufgrund von Hybridisierung führen, bestehen bleiben können. Für entsprechende Vorgänge auch in der Natur liegen heute etliche überzeugende Fallbeispiele vor, und sie konnte auch anhand von theoretischen Modellannahmen plausibel gemacht werden. Einerseits können Populationen aus anderen als geographischen Gründen an einem direkten Paarungskontakt gehindert sein, zum Beispiel, wenn Pflanzensippen auf unterschiedlichen Bodentypen zu einem unterschiedlichen Zeitpunkt blühen. Andererseits können Unterschiede, die letztlich zur Artbildung führen, unter bestimmten Bedingungen auch unter dem Einfluss von moderatem Genfluss entstehen und bestehen bleiben.